# Muzaina
Die Muzaina (arabisch مزينة) waren ein nomadischer arabischer Stamm, der sich in der Zeit des Propheten Mohammed im Süden der Stadt Yathrib aufhielt und zu seinen wichtigsten Verbündeten gehörte. In der arabischen Genealogie wird er den nordarabischen Stämmen zugerechnet, die sich auf ʿAdnān zurückführen. Die zugehörige Nisba lautet Muzanī. Die Muzaina waren berühmt für ihre Dichtungstradition. Bekannte altarabische Dichter, die diesem Stamm angehörten, waren Zuhair ibn Abi Sulma und sein Sohn Ka'b ibn Zuhair. 
Bei der Schlacht von Buʿāth zwischen den beiden Stämmen Aus und Chazradsch, die etwa um 617 stattfand, gehörten die Muzaina zu den Verbündeten der Aus. Nach der Übersiedlung Mohammeds nach Yathrib im Jahre 622 nahmen die Muzaina sehr schnell den Islam an und verbündeten sich mit ihm. Angehörige des Stammes kämpften auf seiner Seite bei den Schlachten von Schlacht von Badr und Uhud sowie bei dem Feldzug nach Chaibar mit. Bei der Einnahme von Mekka im Januar 630 stellten sie mit 1000 bis 1300 Kämpfern eines der größten Kontingente der Muslime nach den Ansār.
Während der Ridda-Kriege nach dem Tode des Propheten blieben die Muzayna loyal gegenüber Medina und verteidigten die Stadt gegenüber anderen arabischen Stämmen. Nach der arabischen Eroberung des Irak ließen sich einige Stammesangehörige in Basra und Kufa nieder. Ein bekannter Vertreter der Muzaina in Basra war Iyās ibn Muʿāwiya (st. 740). Er wurde 717 von ʿUmar ibn ʿAbd al-ʿAzīz zum Qādī der Stadt berufen und wirkte ab 720 als Marktaufseher (wālī as-sūq) von Wasit.
Die meisten Muzaina blieben allerdings in ihrem Heimatgebiet im Hedschas wohnen. Dort unterstützten sie Ende des 8. Jahrhunderts den Aufstand des Aliden Muhammad an-Nafs az-Zakīya. Nachdem im 9. Jahrhundert der südarabische Stamm der Harb in den Hedschas eingewandert war, vermischten sich die Muzaina mit ihm. Im 17. Jahrhundert wanderten die Muzaina zusammen mit den Harb in den Sinai aus.